# Side Man
Side Man – instrument muzyczny z grupy elektrofony elektromechaniczne skonstruowany w 1959, pierwszy komercyjny sekwencer perkusyjny. Był stosunkowo niewielkim instrumentem, odgrywającym 12 różnych zaprogramowanych rytmów ówcześnie popularnych tańców.
Side Man był instrumentem opartym na technologii lampowej, produkującym dziesięć różnych predefiniowanych dźwięków perkusyjnych. Sekwencje zapisane były na obrotowych dyskach uruchamiających odpowiednie przekaźniki. Określony rytm wybierało się wielopozycyjnym przełącznikiem, a tempo kontrolowane było suwakiem. Instrument wyposażony był w konsolę, wzmacniacz i głośnik umieszczone w jednej, drewnianej obudowie. Stosowany był w muzyce popularnej.